# Оренбургский 1-й казачий полк
1-й Оренбургский казачий Е. И. В. Наследника Цесаревича полк — войсковая часть Оренбургского Казачьего Войска, был сформирован указом от 22 февраля 1873 г. как Оренбургский казачий № 4 полк из 14-й, 15-й, 16-й и 17-й сотен ОВ, находившихся на службе в Туркестане и входивших в состав 4-го и 5-го сводных Оренбургско-Уральских полков. Формирование завершилось в 1876 г. 13 июля 1882 года полк получил номер 1-й, а 24 мая 1894 года и своё новое наименование — 1-й Оренбургский казачий полк.

## История

### История формирования
См. также: Хивинский поход 1873 года — Кокандский поход 1876 года — Ахал-текинская экспедиция 1881 года
В Туркестанских походах активно участвовали оренбургские сотни, казаки которых отлично знали условия боя в степи а их кони единственные отличались выносливостью в тяжёлых условиях степей и пустынь. В ходе Хивинского похода 1873 года составе Туркестанского отряда К. П. фон Кауфмана активно действовали 1-я, 7-я, 8-я, 10-я, 12-я и 17-я сотни. В 1874 году 17-я сотня в качестве первой вошла в состав 4-го сводного Оренбургско-Уральского полка приняв участие в Кокандском походе 1876 года, по итогам которого Кокандское ханство было присоединено к России как Ферганская область. В том же году оренбургские сотни были выделены и сформирован 4-й Оренбургский казачий полк. Из Самарканда полк был направлен в Маргелан, где был усилен до 6-сотенного состава. На новом месте полк простоял до 21 апреля 1882 г., когда по Высочайшему повелению в 5-сотенном составе был переведён в Европейскую часть России. 20 апреля 1882 г. 6-я сотня была направлена во 2-й Оренбургский полк, а уже 13 июня 4-му полку был дан почётный номер первый с которым он уже на расставался. 11 сентября 1882 года полк прибыл в Харьков и вошел в состав 10-я кавалерийской дивизии.
В ходе Ахал-текинской экспедиции 1881 года 1-я сотня 1-го полка совместно с тремя сотнями полка № 5 участвовала 12 января 1881 г. в штурме крепости Геок-Тепе. Обе стороны понесли большие потери. Все четыре сотни, а также штаб 5-го полка получили знаки отличия на головные уборы с надписью: «За штурм крепости Геок-Тепе 12 января 1881 г.».
В марте — начале апреля 1902 г. полк без третьей сотни был направлен на подавление беспорядков крестьян Полтавской и Харьковской губерний.

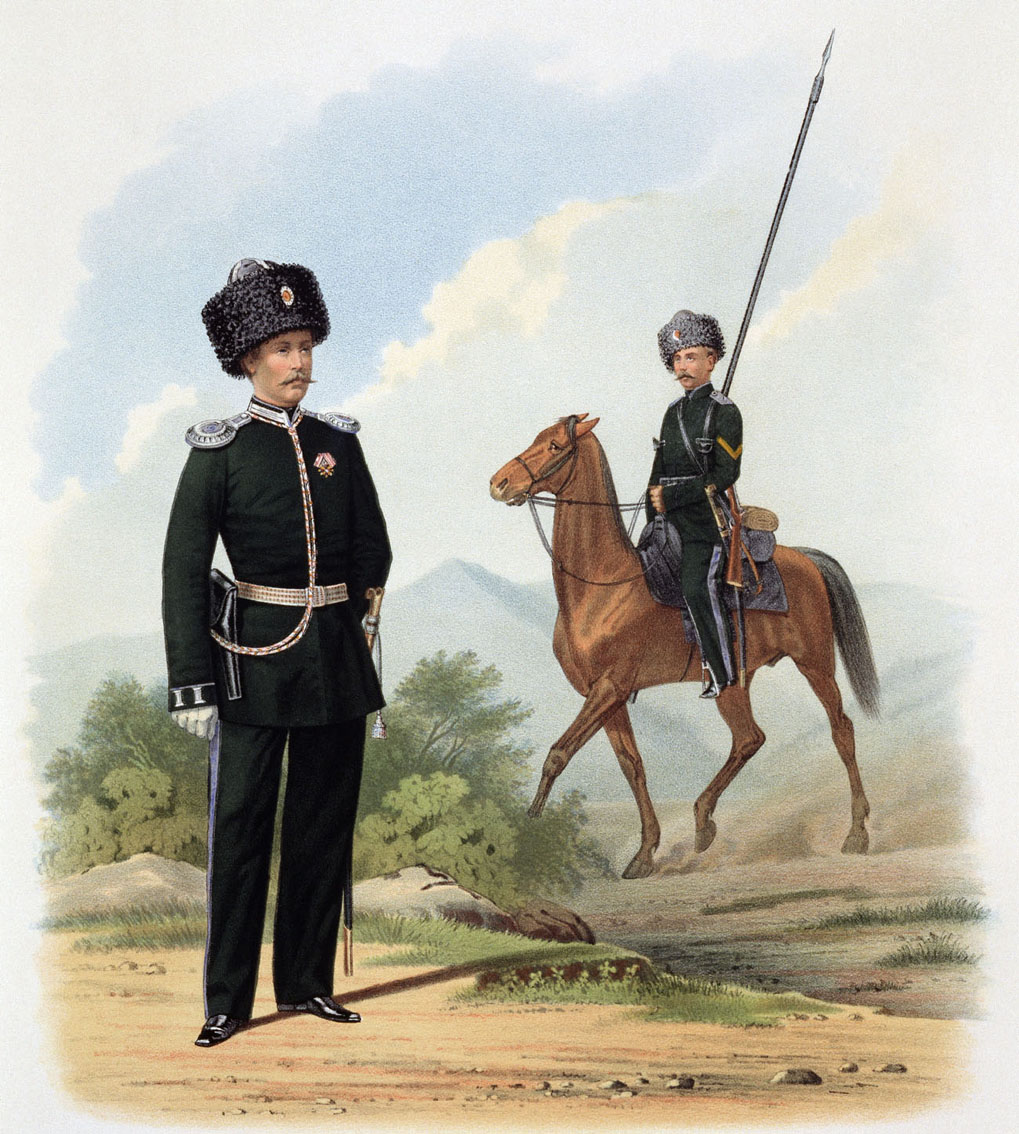
Парадная форма Оренбургских полков, 21 октября 1867. К. К. Пиратский.
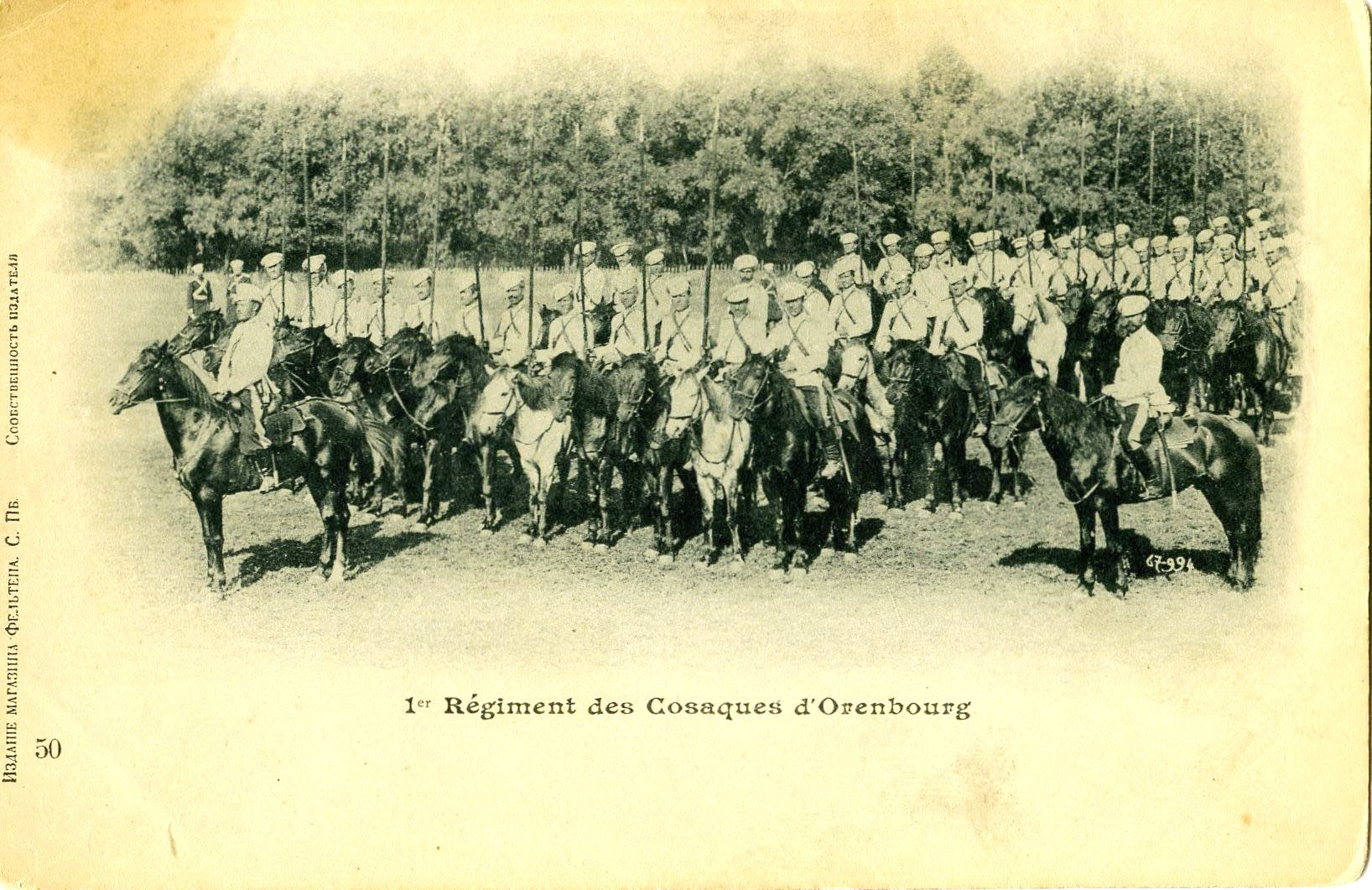
Открытка «1-й Оренбургский казачий полк». Конец XIX в.
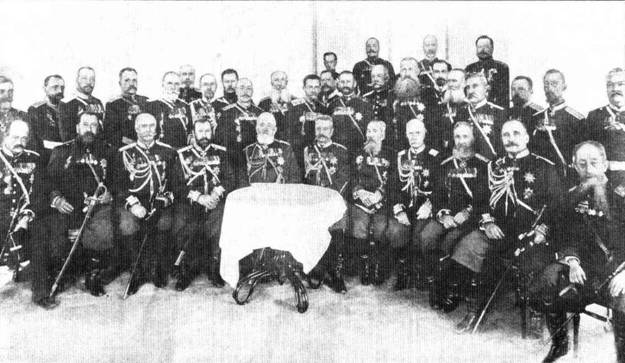
Празднование 25-летия покорения Хивы. Главные участники Хивинского похода 1873 г.
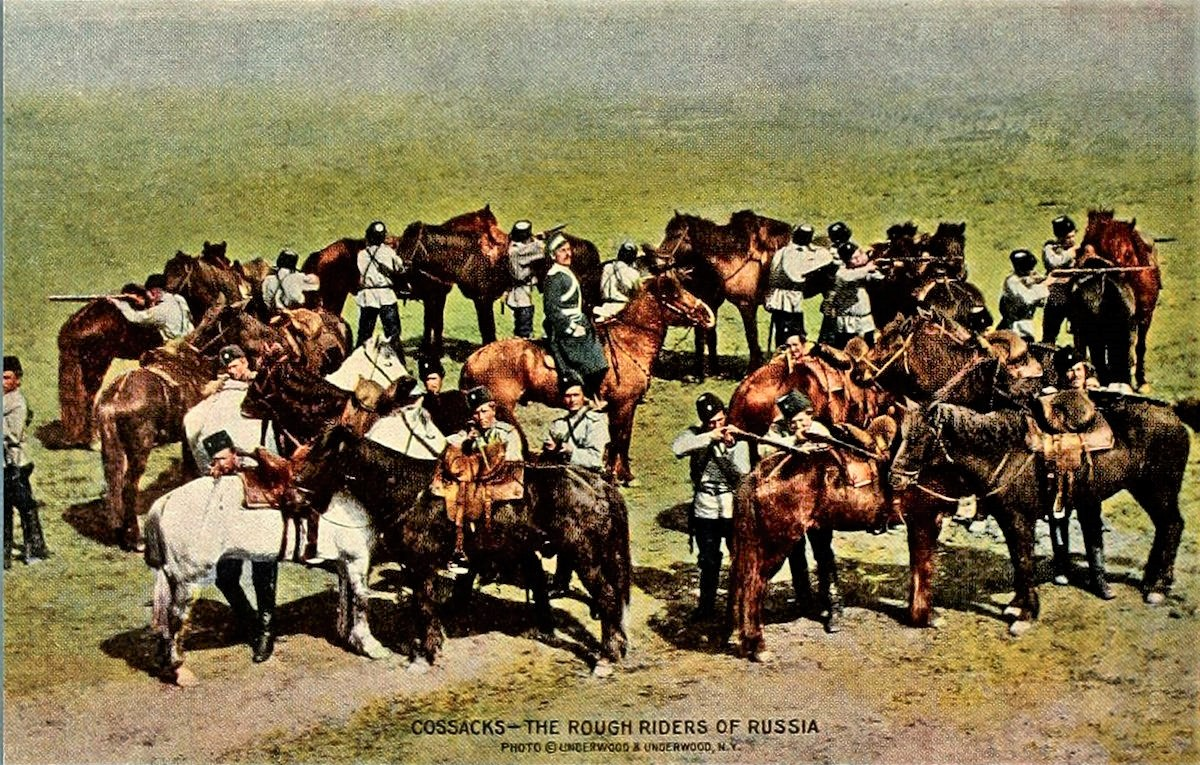
Оренбургские казаки в Туркестане

### Русско-японская война
См. также:Бой у Вафангоу — Мукденское сражение
После внезапного, без официального объявления войны, нападения японского флота на русскую эскадру на внешнем рейде Порт-Артура в ночь на 27 января (9 февраля) 1904 года последовало Высочайшее повеление о мобилизации, и уже 26 апреля 1904 года на Дальний Восток был отправлен как первоочередной 1-й Оренбургский казачий полк в составе Оренбургской казачьей дивизии.
Первый бой с участием оренбургских казаков произошел в июне под Вафангоу, где под натиском 2-й японской армии отступал на север 1-й Сибирский корпус. Казачьи отряды прикрывали этот отход. В районе Ташичао, где сражался Южный отряд Маньчжурской армии, оренбургцы и уральцы действовали на флангах в составе конных частей. Отступив к Мукдену, армия закрепилась на берегу реки Шахэ. Соотношение сил медленно менялось в пользу России, и в конце сентября наши войска перешли в наступление. 1-й Оренбургский казачий полк действовал в составе 10-го армейского корпуса в качестве корпусной кавалерии, а Оренбургская, Уральская и Забайкальская казачьи бригады и три конных полка сибирских казаков составили конницу Маньчжурской армии.

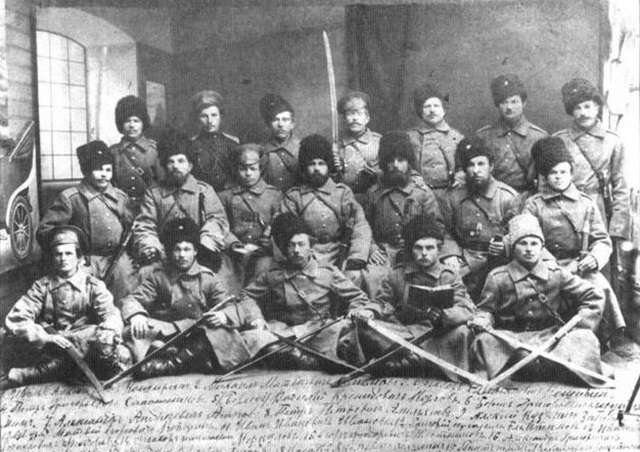
Казаки 1-го ОКП пос. Агаповского. Харьков.
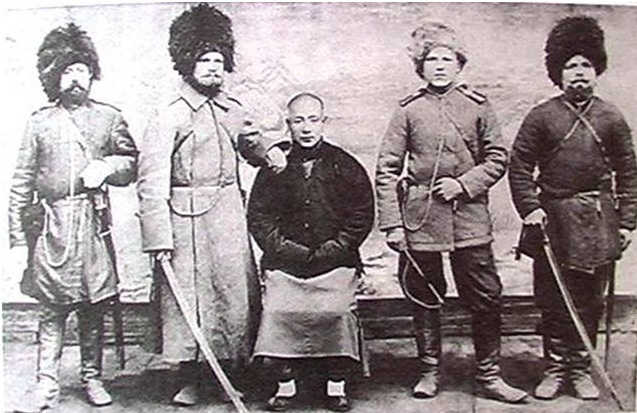
Оренбургские казаки с пленным японцем. 1904 г.
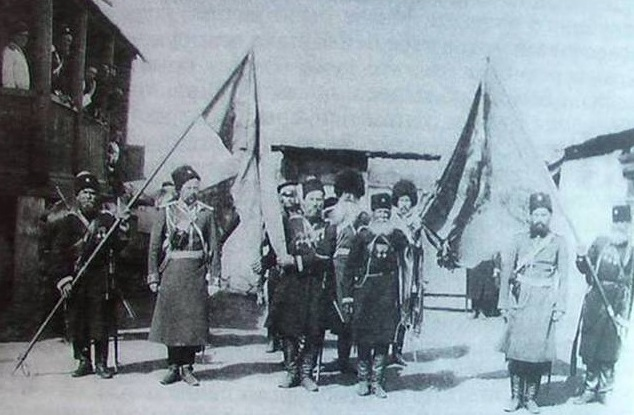
Проводы казаков на русско-японскую войну. Фото 1904 г.

### Первая мировая война
На 14 июля 1914 года полк в составе 10-й кавалерийской дивизии графа Ф. А. Келлера. В составе 6 сотен по 12 рядов во взводах в составе 2 штаб-офицеров, 24 обер-офицеров, 697 строевых и 93 нестроевых казаков, при 765 строевых и 145 обозных лошадях, существовал некомплект в 120 казаков и лошадей.
Полк в составе 10-й кавалерийской дивизии принял деятельное участие в крупнейшем. в Великую Войну конном бою у Ярославиц. А конвою графа Ф. А. Келлера состоящему из взвода казаков 1-й сотни во главе с начальником дивизии пришлось останавливать австрийский эскадрон прорвавший в тыл. За этот бой командир полка был награждён Орденом Св. Георгия IV степени
за то что в бою 8 Августа 1914 года у села Ярославице лично повел в пешем строю свой полк, выбил из двух деревень 5 неприятельских рот, захватил с боя два пулемёта и тем содействовал конной атаке 10-й кавалерийской дивизии.
За атаку в этом бою в составе трёх сотен полка лавой на батальон 35-го ландверного полка у деревни Маниловки награждён Георгиевским оружием раненый командир 2-й сотни есаул Половников и другие 4 офицера полка..
В кровопролитных боях зимы 1916—1917 гг. полк прикрывал отступление Румынской Армии к Бухаресту и потерял половину своего состава. К 24 января 1917 г. выведен со всем корпусом Келлера в резерв.
На 1 января 1917 г. потери полка составили 15 офицеров и 73 казака убитымии, 15 офицеров и 367 казаков ранеными, 2 офицера и 14 казаков контуженными, без вести пропал 31 казак. Получил пополнения из 17 офицеров, 1019 строевых и 97 нестроевых казаков и 1023 лошадей. Награждено Орденом Св. Георгия IV степени 4 офицера и Георгиевским оружием 8 офицеров, нижнии чины 1018 Георгиевских крестов и 563 Георгиевские медали. Полк пленил 13 офицеров и 2261 солдата противника, трофеями стало 4 орудия, пулемёт, 1800 ружей и 300 лошадей, 1 прожектор, 52 повозки с имуществом, 40 кухонь, 13 патронных двуколок и 1 траншейное орудие.

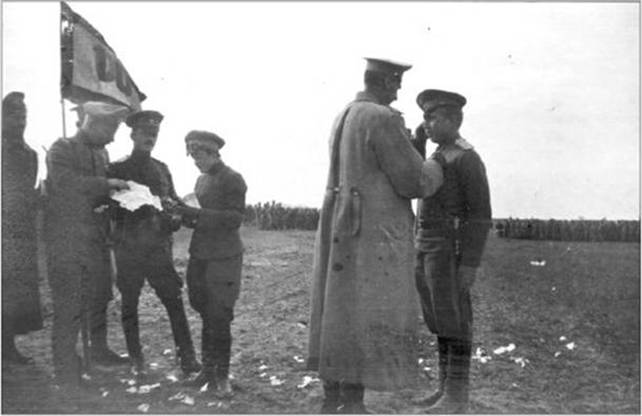
Нач. 10-й кавалер. дивизии ген-майор граф Ф. А. Келлер вручает Георгиевский крест вахмистру 1-го Оренбургского казачьего полка. Август 1914 г.
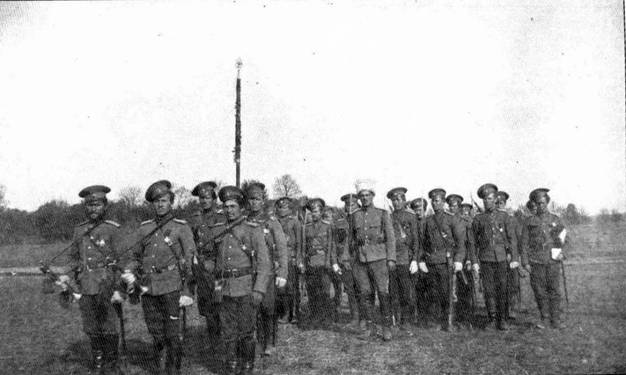
На фронте Первой мировой войны. Торжественный вынос полкового знамени.
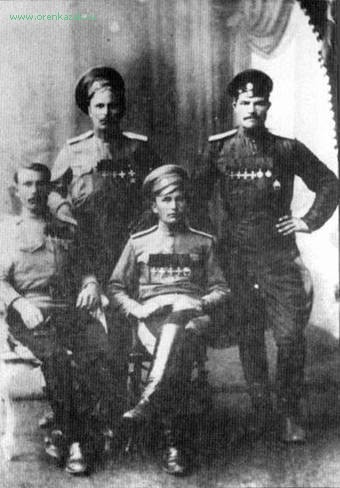
Полные Георгиевские кавалеры 1-го ОКП подхорунжие Саперов И. П., Ушаков С. Н., Захаров И., вахмистр Н. З. Туголуков. Кишинёв, 21 июля 1917 г.
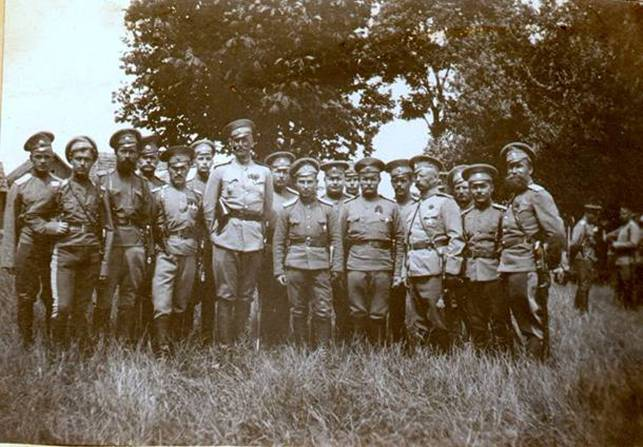
Нач. 10-й кавалер. дивизии ген-майор граф Ф. А. Келлер с офицерами 1-го Оренбургского казачьего полка. Август 1914 г.

### В Белом движении
После Февральской революции полк утратил шефство Е. И. В. Наследника Цесаревича. После Дутова 1-й полк с 1 июля 1917 г. принял кавалер Ордена Св. Георгия IV степени полковник И. Н. Лосев, который был арестован по распоряжению комиссара Юго-Западного Фронта и войсковой старшина Ю. И. Мамаев (освобождёны в октябре по ходатайству войскового круга).
В январе 1918 года на Войсковой Круг прибыл дивизион (из 4 и 6 сотни), 1-го Оренбургский казачьего полка под командой Разумника Степанова. В мае 1918 года дивизион был включен в состав 1-го Красногорского партизанского отряда. Впоследствии 1-й и 2-й полки был восстановлены в составе Оренбургской армии при её образовании 17 октября 1918 года на базе личного состава партизанских формирований 1-го ВО ОКВ восставшего против большевиков оренбургского казачества. Как и в конце 1918 года полк сражался на Самаро-Уфимском фронте. С осени 1919 года — в Уральской армии. С 1920 года в Семиречье, где вместе с Оренбургской армией присоединился к Семиреченской армии атамана Анненкова. После 1921 года полк вместе с Оренбургской армией Дутова в Китае. И хотя на родине вследствие советских репрессий большая часть казаков была физически уничтожена потомки казаков в эмиграции бережно хранят полковые регалии и традиции.

## Знаки отличия полка
- Полковое простое знамя, пожалованное при сформировании, из числа пожалованных конным полкам Оренбургского войска 6 мая 1842 года.
- Две георгиевские серебряные трубы с надписью «За отличіе в делe 22-го Августа 1875 года»

(взятие крепости Махрам во время Кокандского похода) в 1-й сотне, пожалованные 26 августа 1876 г.
- Знаки отличия на головные уборы, с надписью:
  - «За отличіе в Хивинскомъ походе 1873 года и в войну съ Японіей въ 1904 и 1905 годахъ» в 1-й сотне и
  - «За отличіе въ войну съ Японіей въ 1904 и 1905 годах» — во 2-й, 3-й, 4-й, 5-й и 6-я сотнях, пожалованные 8 февраля 1907 года.
- Одиночныя белевыя петлицы на воротнике и обшлагах мундиров нижних чинов, пожалованные 6 декабря 1908 г.

Наше дело — с кем подраться —

С неприятелем всегда.

Мы не будем дожидаться,

Когда он придёт сюда…

Ночки тёмны, тучки грозны

По поднебесью плывут.

Оренбургские казаки

На врага в поход идут.

Засверкали, заблестели

Наши русские штыки,

Испугались, оробели

Все России вороги.

Басурманы — смельчаки

Все из крепости пошли —

Казак рубит, стрелит, бьёт,

Пушка ходу не даёт!

## Знамя полка
Простое знамя в виде прапора пожалованное 6 мая 1842 года. Полотнище зелёное, фон под вензелем на лицевой стороне и под орлом — на оборотной — оранжевый. Шитье золотое. Навершие — копье с вензелем. Древко чёрное. Состояние плохое. Судьба неизвестна.
В путевых заметках войскового старшины И. К. Бухарина есть рассказ Василия Ивановича Кувшинова (73 лет), о старом знамени первого полка:

Командиромъ полка № 1 был полковник Борейша. При нём в станичное правленіе было внесено знамя и для встречи последняго было четырём приказано одеться в мундиры. Есаулъ Заворыкинъ приказалъ очистить знамя и развернувъ его мы увидели, что оно состояло из голубого полотнища, шёлковаго, на которомъ былъ виденъ Георгій Победоносецъ, если смотреть на светъ, как на гербовой бумаге… Вокругъ всего полотна была въ полвершка шириною шелковая тесьма съ надписью. Дано оно было, говорятъ Императрицию Елизаветаю Петровною; полотно прикреплялось къ красному древку позолоченными гвоздями… Теперь остались обрывочки въ полвершка около древка и четверти две истреппаной ленты.
Показаніе Василія Ивановича Кувшинова (73 лет)

## Полковая униформа

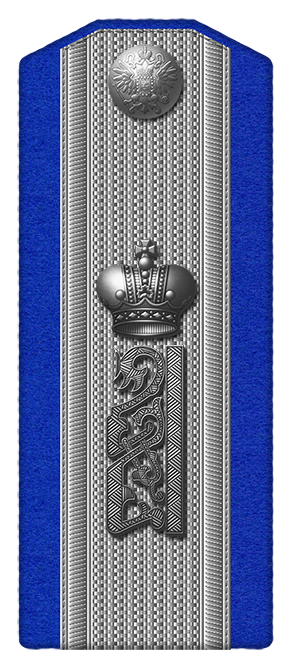
Погон подхорунжия в 1914 году

При общей казачьей форме полк носил мундиры, чекмени — тёмно-зелёные, клапана шинелей, лампасы, верх папахи, погоны, околыши фуражек и выпушки — светло-синие. На погонах шифровка -Жёлтая «1». С февраля 1914 года шифровка изменена на «1.О.». В апреле 1914 года переименован в 1-й Оренбургский казачий Его Императорского Величества Наследника Цесаревича полк и введён вензель наследника на погонах, у офицеров — золотой, а у нижних чинов — белой краской. На воротниках и обшлагах мундира — одинарные белые петлицы.

## Шефы
- 06.04.1914 — 04.03.1917 — наследник цесаревич великий князь Алексей Николаевич

## Командиры
в хронологическом порядке с указанием дат исполнения обязанностей командира полка
- 29.05.1874 — 15.05.1877 — полковник Новокрещёнов, Карп Ильич
- 15.07.1877 — 20.09.1879 — полковник Ковалевский, Николай Александрович
- 20.09.1879 — 23.10.1896 — полковник (с 14.11.1894 генерал-майор) Шпицберг, Евграф Владимирович
- 16.01.1888 — 06.03.1900 — полковник Авдеев, Николай Васильевич
- 29.04.1900 — 19.09.1903 — полковник Агапов, Пётр Осипович
- 07.10.1903 — 02.06.1910 — полковник Николаев, Андрей Михайлович
- 01.07.1910 — 17.06.1911 — полковник Тырсин, Василий Дмитриевич
- 17.06.1911 — 27.07.1912 — полковник Михайлов, Андрей Николаевич
- 27.07.1912 — 26.07.1915 — полковник (с 02.01.1915 генерал-майор) Тимашев, Леонид Петрович
- 27.07.1915 — 12.10.1916 — полковник Печёнкин, Василий Михайлович
- 16.10.1916 — 26.05.1917 — командующий войсковой старшина Дутов, Александр Ильич
- 01.07.1917 — март 1919 — полковник Лосев, Иван Николаевич

## Полковой праздник
Полковой праздник как и войсковой праздник — в день войскового круга 23 апреля, в память основания в ст. Оренбургской храма во имя Св. Великомученика Победоносца Георгия. Покровитель — изображённый на старом полковом знамени Св. Георгий.

## Интересные факты
Второй в истории России киносъёмкой стала документальная кинолента «Джигитовка казаков 1-го Оренбургского полка», харьковского фотографа Альфреда Федецкого который при помощи киноаппарата Демени заснял казачью джигитовку на Харьковском скаковом ипподроме 15 октября 1896 года и отправил во Францию — первой была в России стала кинолента также снятая Федецким — «Торжественное перенесение чудотворной Озерянской иконы из Куряжского монастыря в Харьков» 30 сентября 1896 года.

## Личности
- Гладков Алексей Николаевич Мл. Уряд. из Уйской станицы
- Дегтярёв Владимир Леонидович Подхор. из Верхнеуральской станицы
- Евдоченков Александр Андреевич ст. урядник из Верхнеуральской станицы
- Егоров Андрей ст. вахмистр, из Николаевской
- Ефимов Михаил Филиппович из Магнитной ст. ст. уряд.
- Захаров Илларион из Уйской ст. Подхор.
- Каюков Андрей Харитонович из Кизильской ст. Подхорунжий
- Киселёв Иван Никитович из Магнитной ст. ст. уряд.
- Кожевников Иван Дмитриевич. из Карагайской ст. уряд.
- Коротков Василий из ст. Верхнеуральской мл. уряд.
- Коротков Фёдор из ст. Магнитной Ст. урядник
- Кухтин Никита доброволец из крестьян Курского уезда
- Лукьянов Дмитрий ст. уряд. из Березиновой ст.
- Матвеев Василий ст. уряд. из Таналыкской ст.
- Нусхаев Василий Подхор. из Верхнеуральской станицы
- Пахомов Калентий Матвеевич ст. уряд. из Таналыкской ст.
- Пономарёв Яков Романович, из ст. Наваринской. Ст. Урядник.
- Рябчиков Илья Яковлевич из ст. Наваринской. Ст. Урядник.
- Сапёров Иван Павлович ст. Верхнеуральская ст. уряд.
- Семёнов Михаил Константинович ст. Верхнеуральская Мл. уряд.
- Ткачёв Александр Иванович – штаб-трубач
- Уржумцев Спиридон Николаевич из ст. Березиновской Подхор.
- Югов Павел Андреевич из Таналыкской Мл. урядник.

- Зайцев, Иван Матвеевич
- Лукин, Николай Васильевич (военный)
- Кравцов, Александр Яковлевич
- Половников, Василий Николаевич
- Шивцов, Сергей Иванович

- Жуков Гервасий Петрович[16]
- Зайцев Иван Матвеевич[17]
- Хлебников Петр Васильевич[18]
- Печенкин Василий Михайлович[19]
- Краснов, Георгий Иванович[20]
- Ушаков Алексей Никифорович[21]
- Тимашев Леонид Петрович[22]